# Emilio Dáneo Palacios
Emilio Dáneo Palacios, (nacido el 24-VI-1921 en Barcelona y fallecido el 4-VIII-2012 en Madrid), fue un militar, dibujante y escritor español.

## Carrera militar
Pese a su corta edad al producirse el golpe de Estado de 1936, se unió al bando sublevado en Granada, ciudad donde residía. 
Al finalizar la Guerra Civil como teniente provisional inició una carrera militar en la que llegó a alcanzar el grado de Coronel del Ejército del Aire, en cuyo Cuartel General fue Jefe de la Oficina de Información y Relaciones Públicas, entre los años 1978 y 1982, y director de su publicación, Revista de Aeronáutica y Astronáutica.

## Humorista gráfico
Bajo el seudónimo Dátile, desarrolló una dilatada carrera como dibujante y humorista gráfico cuyos principales hitos son su colaboración en el diario Ya (Editorial Católica), donde comienza a publicar sus chistes en 1954, y su labor en la revista La Codorniz, donde publicará sus viñetas desde 1955 hasta su desaparición.
Su colaboración en el rotativo madrileño, que se inició tímidamente, a raíz de la propuesta que le hizo Martín Vivaldi, uno de sus redactores, llegó a alcanzar gran relieve a través del espacio “Ventana del día” que se mantendría hasta que el matutino dejó de editarse. 
Su obra se difundió, a través de la Agencia Logos, perteneciente al mismo grupo editorial de Ya, en gran número de publicaciones: periódicos como La Vanguardia, el efímero Nuevo Diario, o incluso, ABC y Blanco y Negro, las publicaciones más señeras de Prensa Española, rival histórico del periódico de Editorial Católica. 
En julio de 2017, sus descendientes: Loreto, María Teresa, María del Carmen y Juan Ignacio, donaron su archivo gráfico a la Biblioteca Nacional de España, que lo conserva en su Departamento de Bellas Artes y Cartografía.

## Escritor
Además de sus libros de humor gráfico, y sus artículos, especialmente en la sección “¿Sabías qué?”, en la revista que dirigió, es autor o participa en media docena de obras sobre aeronáutica.

## Publicaciones
- Apuntes de Fotografía Aérea. Editorial Aeronáutica, 1955.
- Burgueses para el consumo. Editorial Planeta, 1973 (fecha presumible)
- Toros, toreros, etc. Tauromaquia para ajenos y profanos. Fundación de Estudios Taurinos, 2007 (fecha presumible)